# Molex
Molex (NASDAQ: MOLX) es una empresa fabricante de interconexiones electrónicas incluyendo conectores de cables eléctricos, fibras ópticas, entre otros productos. Molex vende más de 100 000 productos, incluyendo desde cualquier tipo de conexiones eléctricas y de fibra óptica a switches y herramientas de aplicación.
Fundada en 1938, la empresa cubre los cinco continentes en 2009 y ha vendido más de 2 mil millones de productos. Fred y John Krehbiel Krehbiel Jr., los dos nietos del fundador, son los principales accionistas de Molex.
Molex provee a una amplia variedad de industrias, incluyendo los sectores de telecomunicaciones, comunicaciones de datos, computadoras / periféricos, automóvil, industrial, de consumo, médico y militar.

## Historia
Frederick August Krehbiel fundó en 1938 la Compañía de Productos de Molex en Brookfield, Illinois. Llamó a la compañía posteriormente Molex, como un material plástico que había desarrollado. Poco después, varios productos fueron fabricados con él, incluyendo cajas de relojes, macetas, floreros, todo tipo de válvulas rotativas y dispensadores de sal de mesa.
En 1940 John H. Krehbiel Sr., uno de sus hijos, entró en la empresa y pronto descubrió las excelentes propiedades de aislamiento eléctrico de la materia. Unos años más tarde llevó a la compañía el estampado de metal de su producto, con lo que proporcionó conectores para General Electric y otros fabricantes con el mismo plástico.
En los años cincuenta, copa con sus económicos conectores rápidamente el mercado de electrodomésticos. La compañía introdujo por primera vez en 1953 una conexión con el principio masculino-femenino. En los años siguientes, Molex ampliado su gama de productos para aplicaciones comerciales y residenciales.
Molex fabricó en 1960 el primer enchufe y un conector hembra de nylon, lo que significa su entrada en el mercado de electrónica.
Molex se expande en 1967 a nivel mundial. La primera fábrica se abrió en 1970 en Japón, la segunda en 1971 en Irlanda. Hoy en día más de dos tercios de los ingresos anuales y de los productos se fabrican y distribuyen fuera de los Estados Unidos.
Molex creció en los años ochenta con el crecimiento de la industria electrónica, por lo que la gama de productos se amplió a las necesidades de la industria de las computadoras y equipos de oficina. La compañía también se ha establecido como un proveedor de la industria automotriz.
En los noventa amplía su mercado, con las telecomunicaciones, automatización industrial y la creación de desarrollos de redes.
Molex ha reforzado su posición en mercados clave y se está expandiendo a través del crecimiento y varias adquisiciones estratégicas. En 2006 la compañía adquirió Woodhead Industries, la mayor compra en la historia de la compañía. Esto se traduce en una mayor presencia en la automatización de fábricas y otros sectores de la industria pesada. 

## Molex en Francia
Molex se estableció en Francia en 2004. A la fecha marzo de 2019 cuenta con un departamento de investigación en Montigny-le-Bretonneux (Yvelines) y una planta en Villemur-sur-Tarn (Haute-Garonne),  dos sitios vendidos por SNECMA poco antes de su fusión con Sagem  y propiedad hasta el 2000 de las empresas Cinch Connecteur y Labinal. La planta de Villemur-sur-Tarn ha existido desde 1932. La parte comprada por Molex empleaba a 283 personas en 2008 y fabrica principalmente para  PSA Peugeot Citroën. Otra parte fue retenida por Labinal (integrada en el grupo Safran desde 2005), en la que fabrica conectores para la industria aeronáutica y emplea a unas 600 personas.
Desde octubre de 2008, la fábrica de Molex de Villemur-sur-Tarn está amenazada de cierre. Un proyecto de deslocalización en China y los Estados Unidos está siendo estudiado. Los codirectores franceses, Marcus Kerriou y William Brosnan, presentaron sus renuncias el jueves, 6 de agosto de 2009 después de enfrentamientos con los empleados en huelga, pasando la gestión a la dirección americana del grupo. Un ombudsman, Francis Latarche, exdirector de DDTE fue nombrado por Christian Estrosi, Ministro de Industria.

## Conector Molex

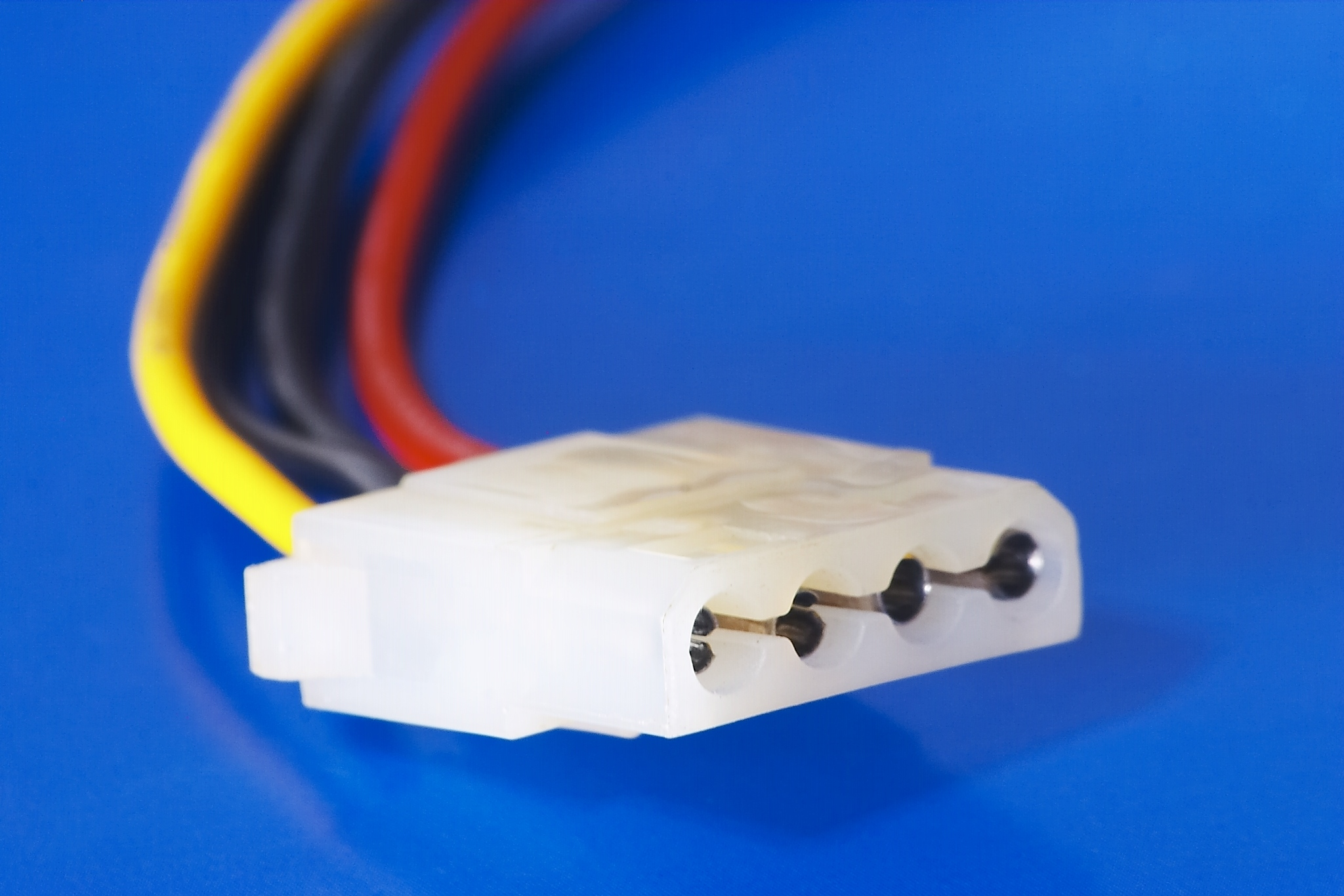
Conector Molex hembra.

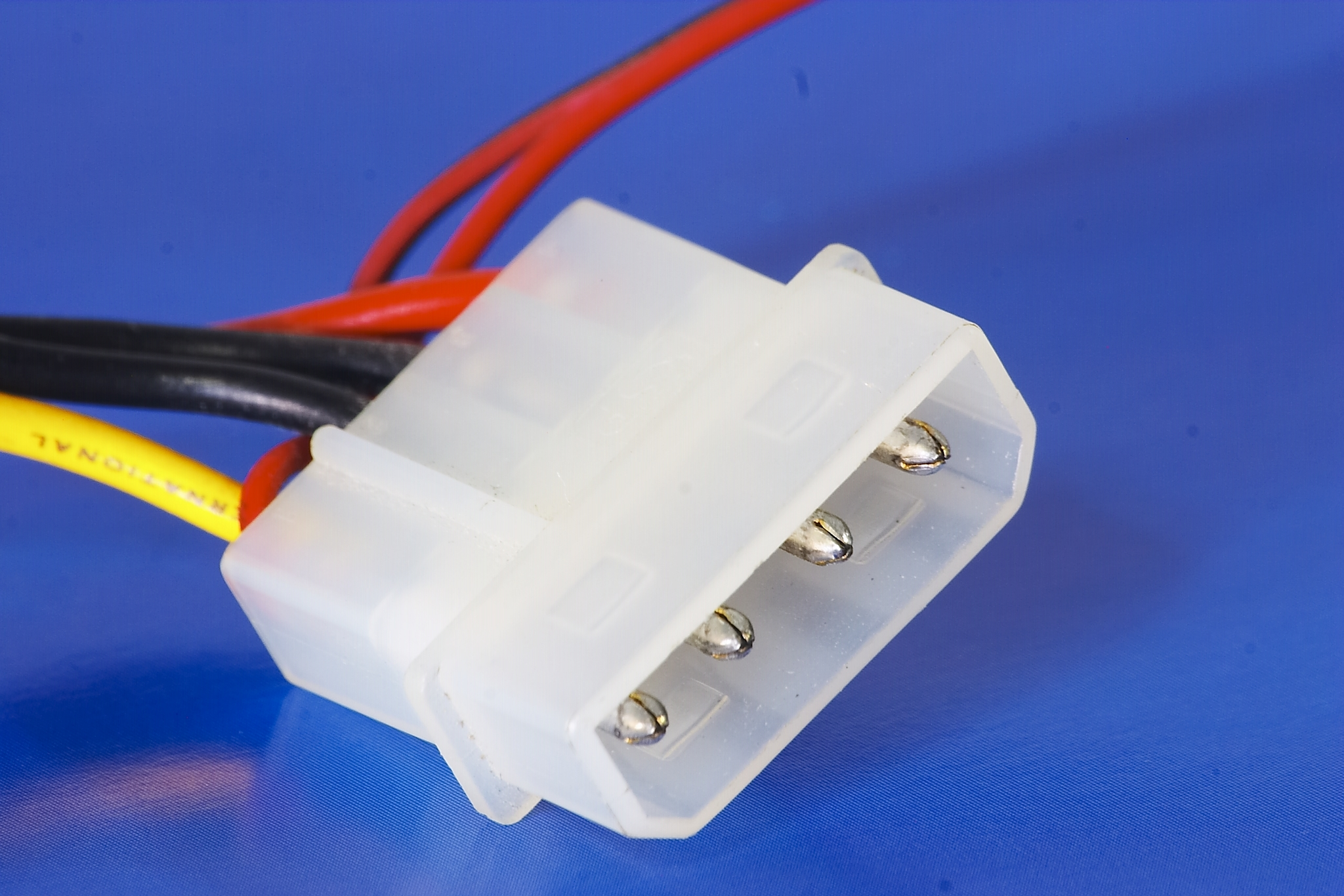
Conector Molex macho.

Comúnmente se denominan Molex a los conectores internos de una computadora de escritorio. Se utiliza en periféricos que necesiten más amperaje que el provisto por el cable de datos tales como: 
- Unidades de discos duros internas (IDE, SCSI y algunos SATA)
- Unidades de disquetes de 5,25" [nota 1]
- Unidad Zip internas
- Unidades de discos ópticos internas (CD, DVD y Blu-Ray)
- Placas de video (placas PCI-e, PCI y AGP)
- Sistemas de refrigeración (aire, -cooler- y líquido)
- Circuitos de Modding (diodos luminosos, tubos de luz, etc.)

Existen dos tipos de conectores Molex: un conector macho y uno hembra. Los conectores macho se utilizan para bifurcar o no perder salidas. El método de bifurcación suele ser un cable en "Y". Para no perder una salida, es común emplear un cable que, uniendo un macho y una hembra, saque de dicha unión la alimentación para un ventilador u otro dispositivo. No obstante, la mayoría de las veces están integrados a los PCB de los periféricos. 
Los conductores eléctricos que salen de la fuente de alimentación hacia conectores Molex tienen colores para distinguirlos:
| Color | Color    | Función |
| ----- | -------- | ------- |
|       | Amarillo | +12 V   |
|       | Negro    | Tierra  |
|       | Negro    | Tierra  |
|       | Rojo     | +5 V    |

## Nota aclaratoria
1. ↑  Por su parte las disqueteras de 3,5" internas utilizan el conector Berg.